# Valerij Nyikolajevics Kubaszov

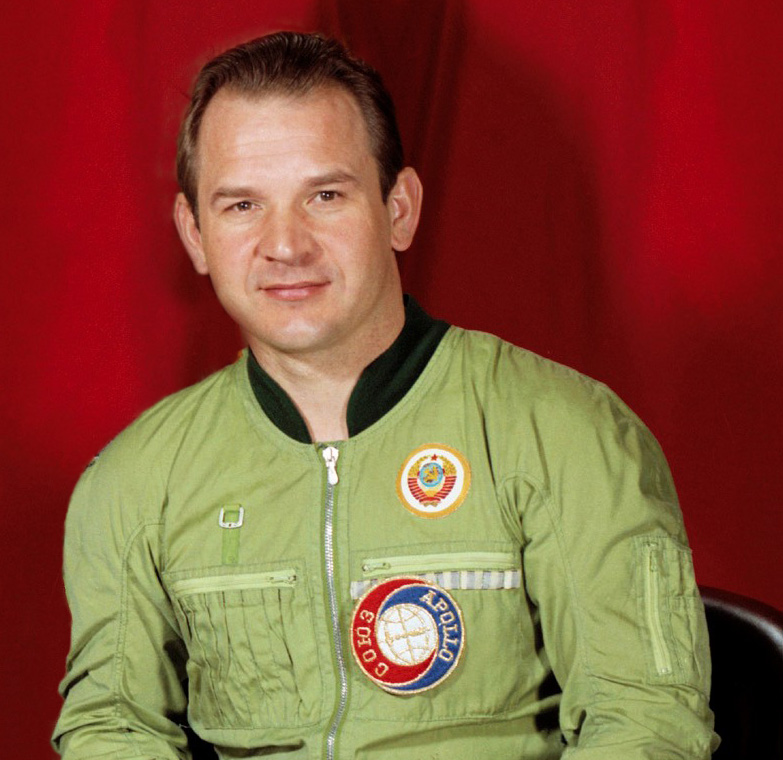
Valerij Kubaszov 1975-ben

A Szojuz–36 emblémája

Valerij Nyikolajevics Kubaszov (oroszul Валерий Николаевич Кубасов, Vjaznyiki, 1935. január 7. – Moszkva, 2014. február 19.) szovjet űrhajós.

## Életpályája
A Vlagyimiri terület Vjaznyiki városában született. 1952-ben fejezte be középiskolai tanulmányait szülővárosában. 1958-ban végzett a Moszkvai Repülési Főiskolán repülőmérnökként. 1958 júliusától kezdett dolgozni az OKB–1 tervezőirodában (ma Enyergija). 1966–1968 között aspiráns volt, majd disszertációjának megvédése után, 1968-ban lett a műszaki tudományok doktora, és ebben az évben lett az SZKP tagja. 1968. május 27-én válogatták be az űrhajós egységbe. Összesen 18 napot, 17 órát és 59 percet töltött a világűrben, nyolc űrsétán vett részt (összesen 41 óra 26 perc időtartamban). Űrhajós pályafutását 1993. november 3-án fejezte be. Aktív űrhajós tevékenysége mellett mindvégig a szovjet kozmikus iparban dolgozott mérnökként, az űreszközök gyártásával foglalkozó Enyergija vállalatnál különféle szervezeti egységek vezetője, egy időben pedig a vállalat vezérigazgató-helyettese is volt. Részt vett a Mir űrállomás fejlesztésében. 1993-ban vonult nyugdíjba, 1997. november 28-tól az RKK Enyergija vállalatnál tudományos tanácsadó volt.

## Űrrepülései
Űrhajósként három űrrepülésben vett részt. Először 1969. október 11–16. között járt a világűrben a Szojuz–6 fedélzeti mérnökeként Georgij Sztyepanovics Sonyin parancsnok társaságában. Az űrrepülés során hajtottak végre először fémhegesztést a súlytalanság állapotában.
Második repülésére 1975. július 15. és 21. között került sor, a Szojuz–19 fedélzetén Alekszej Leonov parancsnok mellett fedélzeti mérnök volt. E repülés során hajtották végre az első űrrandevút különböző országok űrhajói: a Szojuz–19 egy Apollo űrhajóval kapcsolódott össze a Szojuz–Apollo-program keretében. (Az Apollo űrhajónak nem volt hivatalos sorozatszáma, azonban gyakran Apollo–18-ként hivatkoznak rá.)
Kubaszov utolsó, harmadik űrrepülésére 1980. május 26. és június 3. között került sor. Az Interkozmosz program keretében Farkas Bertalannal a Szojuz–36 parancsnokaként repült. Az űrrepülés során a Szojuz–36 csatlakozott a Szaljut–6 űrállomáshoz, ahonnan a Szojuz–35-tel tértek vissza.

### Tartalék személyzet
Szojuz–4 tartalék fedélzeti mérnök. A Szojuz–4 a Szojuz–5-tel az első, kísérleti űrállomást létrehozó, az első űrátszállást lehetővé tevő háromszemélyes űrhajó.
Szojuz–10 tartalék fedélzeti mérnök. Az első űrhajósokat szállította a Szaljut–1 űrállomásra, hogy az üzembe helyezést és az első műszaki próbát elvégezhessék.
Szojuz–30 tartalék parancsnok. A második Interkozmosz küldetés a Szaljut–6 űrállomásra.
Kubaszov két olyan repülésnél is a személyzet, illetve a tartalék személyzet tagja volt, amelyek katasztrófával végződtek. A Szojuz–2 tervezett személyzetének tagja volt, de végül az űrhajó személyzet nélkül repült, viszont a leszállásnál hasonló problémák jelentkeztek a fékező ernyő nyitásánál, mint amilyenek a Szojuz–1-nél Vlagyimir Komarov halálát okozták. Kubaszov eredetileg részt vett volna a szintén katasztrófával végződött Szojuz–11 repülésében is, ám orvosi problémák miatt végül kihagyták a személyzetből. (A repülés előtti röntgenvizsgálat során TBC-re utaló jeleket találtak nála.)

## Emlékezete
Kétszer kapta meg a Szovjetunió Hőse kitüntetést és Farkas Bertalannal együtt a Magyar Népköztársaság Hőse kitüntető címet csak ők ketten kapták meg.

## Magyarul megjelent műve
- A kozmosz érintése (Kossuth Kiadó, 1986)[1] ISBN 963-09-2756-X